# ドラゴン級軽巡洋艦
| ドラゴン級軽巡洋艦                           | ドラゴン級軽巡洋艦 |
| -------------------------------------------- | --- |
| 写真は自由ポーランド海軍時代の「ドラゴン」。 | |
| 艦級概観                                     | |
| 艦種                                         | 軽巡洋艦 |
| 艦名                                         | |
| 前級                                         | |
| 次級                                         | |
| 性能諸元                                     | |
| 排水量                                       | 常備：4,928トン 満載：5,693トン |
| 全長                                         | 143.7m 141.9m（水線長） |
| 全幅                                         | 14.2m |
| 吃水                                         | 4.4m |
| 機関                                         | ヤーロー式重油専焼水管缶6基 +パーソンズ式低速・高速型直結タービン2組2軸推進 |
| 最大 出力                                    | 40,000hp |
| 最大 速力                                    | 29.0ノット |
| 航続 距離                                    | 15ノット/5,000海里 |
| 燃料                                         | 重油：300トン（常備）、1,050トン（満載） |
| 乗員                                         | 700～800名 |
| 乗員                                         | 450名 （1943年：470名） |
| 兵装                                         | イギリス海軍時：アームストロング Mark XII 15.2cm（45口径）単装速射砲6基 アームストロング Marks III 7.62cm（45口径）単装高角砲2基 ヴィッカーズ 4cm（39口径）単装ポンポン砲2基 53.3cm三連装水上魚雷発射管4基 （自由ポーランド海軍時（1943年）： アームストロング 15.2cm（45口径）単装速射砲5基 Mark V 10.2cm（45口径）連装高角砲1基 ヴィッカーズ 4cm（39口径）連装ポンポン砲4基 エリコン 2cm（65口径）単装機銃8基） |
| 装甲                                         | 舷側：57mm 甲板：25mm（平坦部、最厚部） 主砲防盾：25mm（前盾）、-mm（側盾）、-mm（後盾） 司令塔：76mm（側盾）、-mm（天蓋） |

ドラゴン級軽巡洋艦 (ORP Dragon Class) は、1917年に就役したイギリス海軍の軽巡洋艦「ダナイー級」のうち2隻を1943年から自由ポーランド海軍に貸与された物である。

## 貸与までの経緯
第一次世界大戦後、ポーランド軍は西方のかつての大国ドイツや東方のソビエト連邦へ対抗するべく列強からの援助を得て陸軍は騎兵隊や装甲列車、空軍は国産の戦闘機や爆撃機など数は少ないものの優れた戦力を揃えつつあった。しかし、海上戦力では未だ発展途上の段階で、ヴェルサイユ条約に囚われたワイマール・ドイツ海軍とは言え、前弩級戦艦6隻に防護巡洋艦6隻と旧式駆逐艦10数隻の陣容は依然としてポーランド海軍にとっては脅威であった。
第一次大戦後にポーランド政府がフランスと交わした同盟規約には、フランス海軍は巡洋艦戦隊をバルト海に派遣する約束があり、その後には装甲巡洋艦2隻(もしくは準弩級戦艦「ダントン級」)・軽巡洋艦4隻・駆逐艦4隻・潜水艦3隻を派遣する旨へと強化された。
しかし、自国の防衛を同盟国任せには出来ない事を長年の経験則的に知っていたポーランド海軍は1924年に海軍整備計画を発表した。その計画は14年間に巡洋艦2隻・駆逐艦6隻・水雷艇と潜水艦を12隻ずつ整備するという意欲的なものであった。。
しかし、フランスから駆逐艦「ブルザ級」2隻を、イギリスから大型駆逐艦「グロム級」2隻を取得した時点でドイツのポーランド侵攻により計画中止せざるを得なかった。ポーランド海軍艦艇のうち3隻の駆逐艦と一部の潜水艦はイギリスへの脱出に成功し、イギリス海軍の支援のもと、自由ポーランド海軍を設立した。この折に、ポーランド海軍司令官はイギリス側に駆逐艦以上の大型艦の貸与を申し出で、1942年にジャワ海から帰還してバーケンヘッド造船所で整備中だった「ドラゴン」を貸与することが決定し､1943年1月15日に自由ポーランド海軍で就役した。この時、自由ポーランド側では艦名を「ルヴフ」と改名することを望んだが、イギリスとソ連の外交関係への配慮もありポーランド海軍の歴史においても16世紀に建造されたガレオン船の艦名にも「ドラゴン」があり元の艦名のまま就役した。ドラゴンは対空火力強化のための改修工事途中で引き渡されたため工事が満了した8月末より引き渡された。運用は「ブルザ」「ブリスカヴィカ」「ガルラント」から一部の乗員を抽出して解決した。

## 艦形

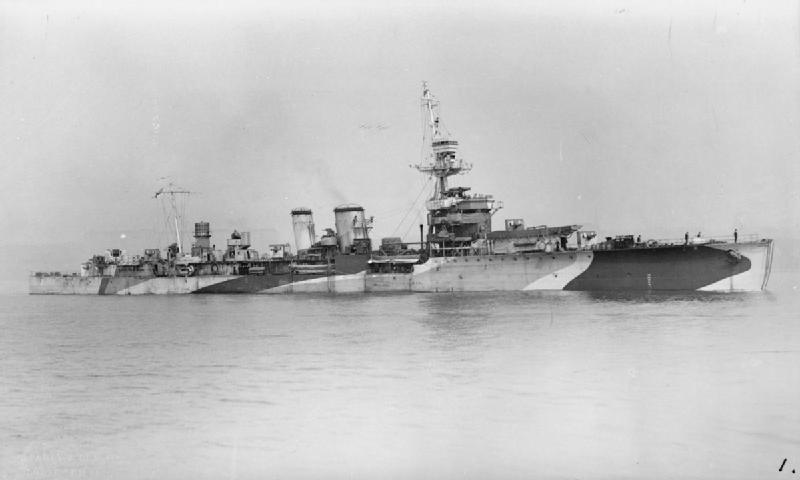
右舷側から撮影された2番艦「コンラッド」。

本級の船体形状は乾舷の高い長船首楼型船体で、世界各地に植民地を警備するイギリス海軍の巡洋艦の常として外洋での凌波性は良好であった。やや傾斜したクリッパー・バウ型の艦首から主砲として新設計の15.2cm速射砲を単装砲架で背負い式配置で2基、司令塔を操舵艦橋で覆った艦橋の背後には後方に傾斜した頂上部に測距儀を設置した三脚式の前檣と1番煙突の間に3番主砲1基を配置する。船体中央部に1番煙突は2番煙突の倍の太さがある2本煙突が立ち、周囲に艦載艇置き場となっていた。1番煙突と2番煙突の間の両脇には7.62cm単装高角砲が片舷1基ずつ計2基が配置し、高角砲を前後に挟むように53.3cm三連装水上魚雷発射管が片舷2基ずつ計4基を配置した。2番煙突の背後に4番主砲が1基配置され、その背後に後部見張り所と簡素な単脚式の後檣が1本配置される。船首楼甲板の最後に5番主砲が後向きに1基、そこから甲板一段分下がって後部甲板上に6番主砲が後向きに1基を配置した。

## 武装

### 主砲
本級の主砲は「アームストロング Mark XII 15.2cm（45口径）速射砲」を採用した。その性能は重量45.36kgの砲弾を最大仰角30度で17,145mまで届かせることが出来、射程6,860mで舷側装甲8.9cmを貫通できる性能であった。この砲を単装砲架で6基を配置したが、後に対空兵装を強化する際に後部甲板上の1基を撤去して5基となった。俯仰能力は仰角30度・俯角5度で、旋回角度は船体首尾線方向を0度として左右120度の旋回角度を持つ。装填形式は自由角度装填で発射速度は毎分5～7発であった。

### 高角砲、その他の備砲、水雷兵装
本級の高角砲は「アームストロング Marks III 7.62cm（45口径）高角砲」を採用した。その性能は5.67kgの砲弾を仰角45度で9,970m、最大仰角90度で11,340mの高度まで到達できた。旋回と俯仰は人力で行われ、360度旋回でき、俯仰は仰角90度・俯角10度であった。発射速度は毎分12～14発と速かった。これを単装砲架で片舷1基ずつ計2基を搭載した。他に、高角砲を補助すべく近接戦闘用に英国軍艦に広く採用されているヴィッカーズ社の「1930年型 Mark8 ポムポム砲(pom-pom gun)」を単装砲架で8基を装備した。更に53.3cm三連装水上魚雷発射管を片舷2基ずつ計4基を搭載した。
後に第二次世界大戦中に対空火器を強化するために前述の主砲1基撤去と併せて53.3cm三連装魚雷発射管は全て撤去され、換わりに新設計の「Mark V 10.2cm（45口径）高角砲」を連装砲架で後檣の背後に後向きに1基、ポムポム砲は単装砲架2基から連装砲架で4基に増載されると共に、エリコン社の傑作機関銃である「エリコン 2cm（65口径）機銃」を単装機銃で8基を装備した。

## 同型艦
ドラゴン (ORP Dragon)
イギリス、グリーンノック造船所で「ドラゴン（HMS Dragon）」として1917年1月起工、同年12月29日進水、1918年8月竣工。1943年1月15日に自由ポーランド海軍に貸与され「ドラゴン（ORP Dragon）」となる。1944年7月8日にドイツ海軍の潜水艇ネーガーより雷撃を受けて大破し全損扱いとなって処分が決定。同年6月7日にノルマンディー上陸作戦において防波堤替わりに自沈処分。

コンラッド (ORP Conrad）
イギリス、アームストロング・ホイットワース社タイン造船所で「ダナイー（HMS Danae）」として1916年9月起工、1918年1月26日進水、1919年6月竣工。1944に自沈処分とした「ドラゴン」の換わりに1944年10月4日に自由ポーランド海軍に貸与され「コンラッド（ORP Conrad）」となる。1948年7月にイギリスに返却され、同年解体処分。

## 参考図書
- 「世界の艦船 1986年1月増刊号 近代巡洋艦史」（海人社）
- 「世界の艦船 2010年1月増刊号 近代巡洋艦史」（海人社）
- 「Conway All The World's Fightingships 1922-1946」（Conway）
- 「第二次大戦 世界の巡洋艦 パーフェクトガイド 本吉隆」（イカロス出版）
- 「世界の戦艦　砲力と装甲の優越で艦隊決戦に君臨したバトルシップ発達史 (〈歴史群像〉太平洋戦史シリーズ (41))」（学習研究社）